# Küstenscharbe
Die Küstenscharbe (Phalacrocorax neglectus) ist eine Vogelart aus der Familie Phalacrocorax innerhalb der Familie der Kormorane. Die dunkelbraun bis schwarz gefärbte Art besiedelt die westafrikanische Küste von Namibia bis Südafrika. Sie brütet in Kolonien und ernährt sich vorwiegend von Fischen und Langusten. Die IUCN führt die Art als „stark gefährdet“, da ihre Brutplätze zunehmend zerstört werden und ihre Beutetiere überfischt sind.

## Aussehen
Küstenscharben erreichen eine Kopf-Rumpf-Länge von 76 Zentimetern und eine Flügelspannweite von maximal 132 Zentimetern. Das Gewicht beträgt maximal 1800 Gramm. Ein Geschlechtsdimorphismus besteht nicht.
Adulte Vögel sind am ganzen Körper dunkelbraun bis schwarz befiedert, die Beine sind dunkelgrau gefärbt. Der Körperbau wirkt im Gegensatz zu dem vieler anderer Kormorane eher stämmig. Der Schnabel ist relativ kurz und grau gefärbt. Brutvögel tragen einen auffälligen Schopf auf der Stirn und einen Fleck weißer Federn am Steiß. Diese Gefiederpartien werden zusammen mit dem restlichen Gefieder nach der Brut gemausert und sind dann nur noch undeutlich zu erkennen. Die Iris erscheint aus der Distanz leuchtend gelb, ist aber von Nahem betrachtet eher grünlich. Jungvögel sind heller braun gefärbt als adulte Vögel und am Bach weiß gefärbt.

## Verbreitung und Lebensraum

Verbreitung der Küstenscharbe

Küstenscharben sind an der Westküste Südafrikas vom Kap Agulhas bis zum südlichen Namibia im Einflussbereich des Benguelastroms verbreitet.
Die Art ist rein marin und tritt nie im Inland auf. Sie bleibt in der Regel nahe der Küste und ist nur selten weiter als einige Kilometer vom Festland entfernt anzutreffen. Hohe Bestandsdichten werden in der Nähe von Tangwäldern erreicht, in denen die Art bevorzugt ihre Nahrung sucht.

## Nahrung
Den Hauptteil der Nahrung stellen kleine Fische und Wirbellose, vor allem Grundeln und Langusten. Wie alle Kormorane fängt die Art ihre Beute bevorzugt tauchend, indem sie sie unter Wasser schwimmend verfolgt und fängt. Meist jagen Küstenscharben alleine, es kommen aber auch gemeinsame Jagden einiger Tiere vor.
Da das Gefieder der Art Wasser aufnimmt, muss es nach einem Tauchgang getrocknet werden. Wie die meisten Kormorane breiten Küstenscharben dazu ihre Flügel aus und lassen das Gefieder durch die Sonne oder Wind trocknen.

## Brutverhalten
Der Beginn der Brutzeit variiert abhängig vom Nahrungsangebot, liegt jedoch meist im Mai bis Juli. Die Art brütet in etwa 30 kleinen Kolonien von meist weniger als 100 Paaren auf kleinen Felseninseln vor der Küste. Die größten Kolonien liegen auf der Mercury Island und auf Ichaboe Island vor Namibia, wo zusammen 80 bis 90 % der gesamten Population dieser Art brüten. Meist wird die Brut auf Felsvorsprüngen, aber auch auf Wellenbrechern und anderen künstlichen Bauten angelegt. Das Nest wird aus Algen, Stöcken und Federn gebaut und mit Kot verklebt. Es wird oftmals mehrere Jahre verwendet und stetig ausgebaut, wodurch es sehr groß und schwer werden kann.
Es werden in der Regel 2 Eier gelegt. Nach einer Brutdauer von etwa 30 Tagen schlüpfen die anfangs noch nackten Küken. Diesen wachsen am Körper schwarze Daunen, auf dem Kopf ist das Daunenkleid mit weißen Federn durchsetzt. Das Jugendkleid ist nach weiteren 30 Tagen entwickelt. Meist werden beide Jungvögel flügge.

## Zugverhalten
Die Art ist ein ausgeprägter Standvogel. Adulte Vögel entfernen sich auch außerhalb der Brutzeit nur selten mehr als zehn Kilometer von ihrem Brutplatz und kehren häufig dorthin zurück. Jungvögel neigen jedoch zu ausgeprägter Dismigration und legen dann teils mehrere hundert Kilometer zurück, bis sie sich in einer anderen Kolonie niederlassen.

## Systematik
Wie bei allen Kormoranen ist die genaue systematische Stellung der Art umstritten. Von einigen Wissenschaftlern wird die Art in die monotypische Gattung „Compsohalieus“ gestellt, diese Ansicht ist jedoch nicht allgemein anerkannt. Es werden keine Unterarten unterschieden.

## Gefährdung und Schutz
Die IUCN führt die Art als „stark gefährdet“, da sie in nur etwa 30 Kolonien brütet und der ohnehin kleine Bestand durch Überfischung der Beutetiere und Zerstörung von Brutplätzen durch Abbau von Guano von 7600 Brutpaaren im Jahr 1980 auf 2600 Brutpaare im Jahr 2006 zurückgegangen ist. In den beiden größten Kolonien auf der Mercury Island und auf Ichaboe Island vor Namibia brüten zusammen 80 bis 90 % der gesamten Population, was die Art besonders anfällig für negative Einflüsse macht.